# مايك إيدن
مايك إيدن (بالإنجليزية: Mike Eden)‏ هو لاعب كرة قاعدة أمريكي، ولد في 22 مايو 1949.